# Эйткен-Уокер, Луиза
Луиза Эйткен-Уокер (англ. Louise Aitken-Walker; род. июнь 1960) — британская автогонщица, чемпионка мира среди женщин, лауреат приза Сигрейва, кавалер Ордена Британской империи.

## Биография
Эйткен-Уокер участвовала в соревнованиях в 1979 году и два года спустя финишировала 19-й на своём первом ралли Великобритании. В 1989 году она участвовала в чемпионате Великобритании среди легковых автомобилей на автомобиле Opel Astra, заняв пятое место по очкам. В 1990 году она стала первой в истории чемпионкой мира среди женщин, что стало вершиной успешной 14-летней карьеры. За это достижение в том же году она была награждена призом Сигрейва. В 1993 году она вышла на пенсию, чтобы заняться своей семьёй (сын Джон и дочь Джина) и сосредоточиться на своём бизнесе. Вместе со своим мужем Грэмом она управляет компанией «Aitken-Walker Cars», специализирующейся на продаже качественных подержанных автомобилей в Шотландии.
В сентябре 2008 года Эйткен-Уокер приняла участие в ралли Colin McRae Forest Stages Rally, этапе чемпионата Шотландии по ралли, проходившем в Перте (Шотландия). Для участия в гонке ею был выбран Chrysler Sunbeam. Она была одной из многих бывших чемпионов мира и Великобритании, которые приняли участие в мероприятии, посвящённом памяти Макрея, который умер в 2007 году.
В 2002 году Эйткен-Уокер была введена в Зал спортивной славы Шотландии.

## Результаты
Результаты выступлений в чемпионате Великобритании среди легковых автомобилей. Гонки, выделенные жирным шрифтом, обозначают поул-позицию в классе.
| Год  | Команда          | Автомобиль             | Класс   | 1   | 2      | 3      | 4      | 5      | 6      | 7      | 8              | 9      | 10             | 11     | 12     | 13        | Место | Очков | Класс |
| ---- | ---------------- | ---------------------- | ------- | --- | ------ | ------ | ------ | ------ | ------ | ------ | -------------- | ------ | -------------- | ------ | ------ | --------- | ----- | ----- | ----- |
| 1989 | Dave Cook Racing | Vauxhall Astra GTE 16v | Class C | OUL | SIL 20 | THR 15 | DON 12 | THR 16 | SIL 19 | SIL 22 | Брэндс-Хэтч 15 | SNE 17 | Брэндс-Хэтч 15 | BIR 17 | DON 18 | SIL Сошла | 5-е   | 72    | 2-й   |